# Thui I
Der Thui I (andere Namen: Karol Zom und Chatir Zom) ist der zweithöchste Berg des Hinduraj-Gebirges.

## Lage
Der Thui I befindet sich im Hauptkamm des nördlichen Hinduraj an der Distriktgrenze von Chitral und Ghizer.
Der Berg erreicht eine Höhe von 6662 m. Der östlich gelegene Kotalkashgletscher trennt den Thui I vom Koyo Zom, dem höchsten Berg des Hinduraj. Ein weiterer Gletscher liegt an seiner Westflanke. Beide Gletscher strömen nach Norden zum Yarkhun. An der Südflanke des Thui I liegt der Borumbar-Gletscher, der zum Einzugsgebiet des Yasin zählt.  

## Besteigungsgeschichte
Die Erstbesteigung gelang einer japanischen Expedition im Jahr 1974. 
Die Aufstiegsroute führte vom Borumbar-Gletscher über den Südgrat von P6400 und den Südwestgrat des Thui I zum Gipfel.
Am 27. Juli erreichten die Expeditionsteilnehmer Hideo Mutoh und Hiroshi Yanagi den Gipfel.